# Richard West (lord chancelier d'Irlande)
Pour les articles homonymes, voir Richard West et West.
Richard West (c. 1691 – 3 décembre 1726) est un avocat, juge, dramaturge et homme politique du XVIIIe siècle qui siège à la Chambre des communes de 1721 à 1726. Il est Lord Chancelier d'Irlande de 1725 à 1726, succédant à Alan Brodrick (1er vicomte Midleton). 

## Biographie
Il est né à Londres, fils de Richard West senior, un marchand (qui lui a survécu). 
Il est admis au barreau en 1714 et devient l'un de ses chefs en un temps remarquablement court; il est nommé conseiller du roi et conseiller du Inner Temple en 1717. Il est élu député de Grampound lors d'une élection partielle en 1721. À l'élection générale de 1722, il est nommé député de Bodmin. À la Chambre des communes, il se fait une réputation comme l'un des responsables de la destitution de Thomas Parker (1er comte de Macclesfield), le Lord grand chancelier, en 1725. Son discours à charge est qualifié de « magistral ». Peu de temps après, il se rend en Irlande en tant que Lord chancelier, bien qu'il soit dit qu'il aurait préféré être Recorder de Londres. 
En tant que Lord Chancelier, il acquiert une réputation de sévérité exceptionnelle dans l'application des lois pénales, encourageant les informateurs à découvrir des trusts secrets (c'est-à-dire complices) de fiduciaires protestants en faveur des catholiques. Dans le cas de Leymore v Bourke il semble étendre l'application des lois pénales pour couvrir non seulement papistes réels mais aussi les constructives, cette dernière catégorie couvrant les protestants qui se sont mariés avec des catholiques . 
Malgré sa sévérité contre les catholiques romains, il est apprécié pour son charme et son intelligence et sa mort prématurée est beaucoup pleurée. Hugh Boulter, l'archevêque d'Armagh, écrit que « sa mort est ici déplorée par tous… Je suis très troublé par cette perte, de même que je suis profondément inquiet pour le coup terrible qu’il porte à sa famille " . 

## Auteur
Il est très inhabituel que les juges fassent jouer une pièce de théâtre dans l'exercice de ses fonctions: Hecuba, sa traduction d'une tragédie française, est produite au théâtre Drury Lane. Comme même son auteur l’a tristement admis, ce n’est pas un succès populaire, se terminant après seulement trois représentations, dont deux devant des salles vides . Il a plus de succès en tant que pamphlétaire, ses œuvres les plus connues étant Un discours sur les trahisons et les projets de loi d'attainder (1716) et Une enquête sur les origines et le mode de création des pairs (1719).

## Famille
Il épouse Elizabeth Burnet, fille de Gilbert Burnet, évêque de Salisbury et de sa deuxième épouse Mary Scott (Maria Schotte) ; les rumeurs selon lesquelles elle est infidèle envers lui semblent n'avoir aucune base. Ils ont deux enfants, Richard junior et Molly, qui épouse John Williams. Richard West junior (1716-1742) avant sa mort prématurée, s'est fait un nom en tant que poète: on se souvient de lui pour son amitié avec Thomas Gray, célébrée dans le sonnet de Gray à la mort de Richard West . 
En novembre 1726, West tombe malade, mais comme il n'a encore que trente-cinq ans et semble bien réagir au traitement, son cas n'est pas jugé grave. Le 3 décembre, cependant, il est décédé subitement. Les rumeurs selon lesquelles il aurait été empoisonné, par sa femme ou par un ennemi politique, sont sans fondement. Il est enterré dans l'église Sainte-Anne, Dawson Street, Dublin. 
Sa mort prématurée laisse sa famille dans de graves difficultés financières, d'autant plus que son père, qui lui a survécu de quelques mois, ne laisse pas de testament et que, selon leurs conseils juridiques, la veuve et les enfants de West ne peuvent prétendre à sa succession. Les ressources de sa veuve ne sont pas importantes, mais cela aurait certainement suffi de vivre: sa mère néerlandaise, Mary Scott, est une grande héritière, et son père, l'évêque, a doté généreusement ses enfants. 
La réputation de Mme West souffre également de rumeurs, presque certainement fausses, selon lesquelles elle entretiendrait une liaison avec le secrétaire de son mari, John Williams, plus tard son gendre, et des rumeurs encore plus cruelles, qu'elle l'a empoisonné. Le roi George Ier lui accorde une pension que George II poursuit. Malgré la retraite, elle connait des moments difficiles et passe ses dernières années en tant que personne à charge de Josiah Tucker, le doyen de Gloucester. 